# St. Pauli Fischmarkt

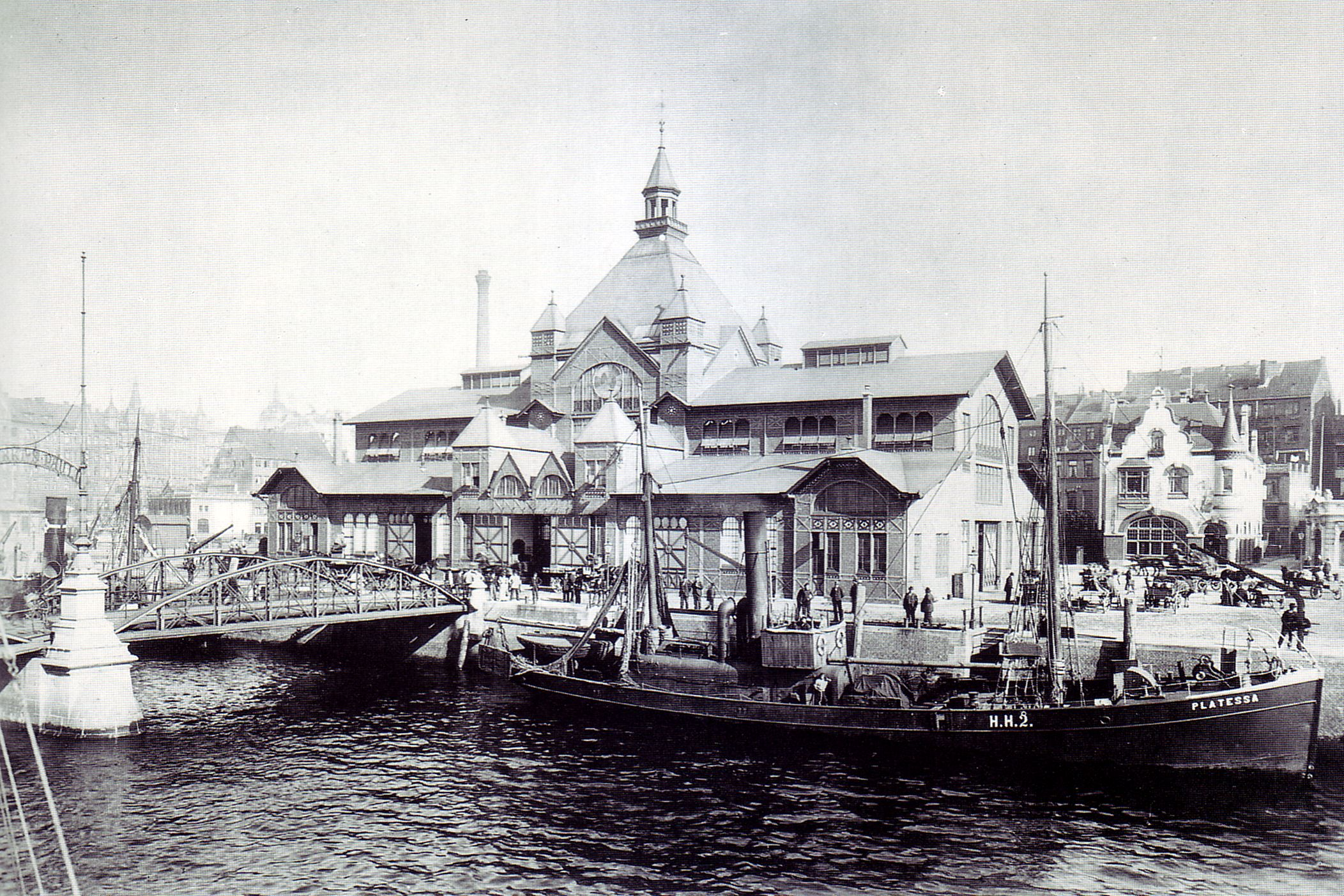
St. Pauli-Fischhalle um 1900

Die Straße St. Pauli Fischmarkt ist ein Teilabschnitt in dem Straßenzug  Palmaille – Breite Straße – St. Pauli Fischmarkt –  St. Pauli Hafenstraße – Bei den St. Pauli-Landungsbrücken im Stadtteil Hamburg-Altona-Altstadt zwischen den Querstraßen Pepermölenbek und Davidstraße.
Der Name nimmt Bezug auf den früher in diesem Bereich stattfindenden Fischmarkt, der zuvor bis zum Ende des 19. Jahrhunderts seinen Platz auf dem Alten Fischmarkt in der Altstadt hatte.
An das westliche Ende der Straße grenzt das Areal, auf dem heute sonntäglich der Altonaer Fischmarkt durchgeführt wird.
Koordinaten: 53° 32′ 47″ N, 9° 57′ 29″ O